# 西経57度線
西経57度線（せいけい57どせん）は、本初子午線面から西へ57度の角度を成す経線である。北極点から北極海、北アメリカ、大西洋、南アメリカ、南極海、南極大陸を通過して南極点までを結ぶ。
西経57度線は、東経123度線と共に大円を形成する。

## 通過する地域一覧
西経57度線は、北極点から南極点まで南に向かって以下の場所を通っている。
| 地理座標                                             | 国土・領土・領海 | 備考 |
| ---------------------------------------------------- | ---------------- | --- |
| 北緯90度0分 西経57度0分 / 北緯90.000度 西経57.000度  | 北極海           | |
| 北緯83度33分 西経57度0分 / 北緯83.550度 西経57.000度 | リンカーン海     | |
| 北緯82度11分 西経57度0分 / 北緯82.183度 西経57.000度 | グリーンランド   | 本土といくつかの島を通過 |
| 北緯90度0分 西経57度0分 / 北緯90.000度 西経57.000度  | バフィン湾       | |
| 北緯74度10分 西経57度0分 / 北緯74.167度 西経57.000度 | グリーンランド   | |
| 北緯74度7分 西経57度0分 / 北緯74.117度 西経57.000度  | バフィン湾       | |
| 北緯70度0分 西経57度0分 / 北緯70.000度 西経57.000度  | デービス海峡     | |
| 北緯60度0分 西経57度0分 / 北緯60.000度 西経57.000度  | 大西洋           | ラブラドル海 |
| 北緯53度43分 西経57度0分 / 北緯53.717度 西経57.000度 | カナダ           | ニューファンドランド・ラブラドール州 — ラブラドール地方 |
| 北緯51度24分 西経57度0分 / 北緯51.400度 西経57.000度 | ベルアイル海峡   | |
| 北緯50度59分 西経57度0分 / 北緯50.983度 西経57.000度 | カナダ           | ニューファンドランド・ラブラドール州 — ニューファンドランド島 |
| 北緯47度35分 西経57度0分 / 北緯47.583度 西経57.000度 | 大西洋           | |
| 北緯5度59分 西経57度0分 / 北緯5.983度 西経57.000度   | スリナム         | |
| 北緯2度34分 西経57度0分 / 北緯2.567度 西経57.000度   | ガイアナ         | スリナムが領有権を主張する地域 |
| 北緯1度54分 西経57度0分 / 北緯1.900度 西経57.000度   | ブラジル         | パラー州 アマゾナス州（南緯1度55分 西経57度0分 / 南緯1.917度 西経57.000度から） パラー州（南緯3度49分 西経57度0分 / 南緯3.817度 西経57.000度から） マットグロッソ州（南緯9度18分 西経57度0分 / 南緯9.300度 西経57.000度から） マットグロッソ・ド・スル州（南緯17度40分 西経57度0分 / 南緯17.667度 西経57.000度から） |
| 南緯22度13分 西経57度0分 / 南緯22.217度 西経57.000度 | パラグアイ       | |
| 南緯27度28分 西経57度0分 / 南緯27.467度 西経57.000度 | アルゼンチン     | |
| 南緯29度39分 西経57度0分 / 南緯29.650度 西経57.000度 | ブラジル         | |
| 南緯30度5分 西経57度0分 / 南緯30.083度 西経57.000度  | ウルグアイ       | |
| 南緯34度34分 西経57度0分 / 南緯34.567度 西経57.000度 | ラプラタ川三角江 | |
| 南緯36度20分 西経57度0分 / 南緯36.333度 西経57.000度 | アルゼンチン     | |
| 南緯37度19分 西経57度0分 / 南緯37.317度 西経57.000度 | 大西洋           | |
| 南緯60度0分 西経57度0分 / 南緯60.000度 西経57.000度  | 南極海           | |
| 南緯63度21分 西経57度0分 / 南緯63.350度 西経57.000度 | 南極大陸         | 南極半島 — アルゼンチンと チリと イギリスが領有権を主張 |
| 南緯63度38分 西経57度0分 / 南緯63.633度 西経57.000度 | 南極海           | ウェッデル海 — ヴェガ島（南緯63度49分 西経57度3分 / 南緯63.817度 西経57.050度）およびジェイムズ・ロス島（南緯64度10分 西経57度3分 / 南緯64.167度 西経57.050度）の東を通過 |
| 南緯64度21分 西経57度0分 / 南緯64.350度 西経57.000度 | 南極大陸         | スノー・ヒル島 — アルゼンチンと チリと イギリスが領有権を主張 |
| 南緯64度27分 西経57度0分 / 南緯64.450度 西経57.000度 | 南極海           | ウェッデル海 |
| 南緯75度58分 西経57度0分 / 南緯75.967度 西経57.000度 | 南極大陸         | アルゼンチン（アルゼンチン領南極）と チリ（チリ領南極）と イギリス（イギリス領南極地域）が領有権を主張 |